# Aventurile unui chinez în China
Aventurile unui chinez în China (în franceză Les Tribulations d'un Chinois en Chine) este un roman de Jules Verne apărut în 1879. El a fost serializat în Le Temps între 2 iulie și 7 august același an, fiind publicat în volum pe 11 august.

## Traduceri în limba română
- perioada interbelică - Interesantele aventuri ale unui chinez, Ed. Cugetarea, traducere Ion Pas, 136 pag.
- 1992 - Uimitoarele aventuri ale unui chinez, Ed. Agora, traducere Ion Pas, 200 pag., ISBN 973-95272-5-6
- 2001 - Nemaipomenitele aventuri ale unui chinez, Ed. Ion Creangă, 168 pag., ISBN 973-25-0651-2
- 2002 - Uimitoarele aventuri ale unui chinez, Ed. Corint, traducere Dan Starcu, 144 pag., ISBN 973-653-238-0
- 2009 - Aventurile unui chinez în China, Ed. Artemis și Semne, ISBN 978-606-1500-55-0

## Ecranizări
- Tribulațiile unui chinez în China (Până peste urechi), 1965, regizat de Philippe de Broca cu Ursula Andress, Jean-Paul Belmondo.